# FxPro
FxPro é uma corretora online privada com sede em Londres, Reino Unido, que oferece contratos por diferença (CFDs) sobre uma variedade de ativos, incluindo forex, ações, commodities, índices, futuros e criptomoedas. A empresa é regulamentada por diversas autoridades, incluindo a Autoridade de Conduta Financeira do Reino Unido (FCA).

## História
A FxPro foi fundada em 1999 no Chipre como EuroOrient Securities & Financial Services Ltd. Em 2010, recebeu autorização da FCA no Reino Unido e abriu um escritório em Londres. Em 2011, abriu um escritório na Austrália, mas o fechou em março de 2013 devido ao endurecimento das normas de capital, transferindo os clientes para as operações no Reino Unido e no Chipre.
Em 2013, a FxPro lançou a plataforma SuperTrader, um sistema de trading social que permitia aos clientes replicar estratégias de traders selecionados pela empresa. Os traders eram escolhidos com base em critérios como rentabilidade, gestão de risco e qualidade da estratégia. Em 2015, a FxPro planejou uma oferta pública inicial (IPO), mas adiou o plano em 2016 devido à volatilidade do mercado global, e novamente em 2017 por causa de novas medidas regulatórias da FCA.
Em 2018, a FxPro assinou um acordo de patrocínio com a equipe de Fórmula 1 da McLaren, e sua marca apareceu no carro McLaren MCL33 durante o Grande Prêmio de Mônaco.
A FxPro tem participado de diversas atividades de patrocínio esportivo. Em 2010, assinou um contrato de patrocínio com o Fulham FC, e no mesmo ano, firmou um acordo de três anos com o Aston Villa FC. Em 2018, entrou no mercado de patrocínio da Fórmula 1 por meio da parceria com a equipe McLaren.